# Carel Hendrik Verhuell

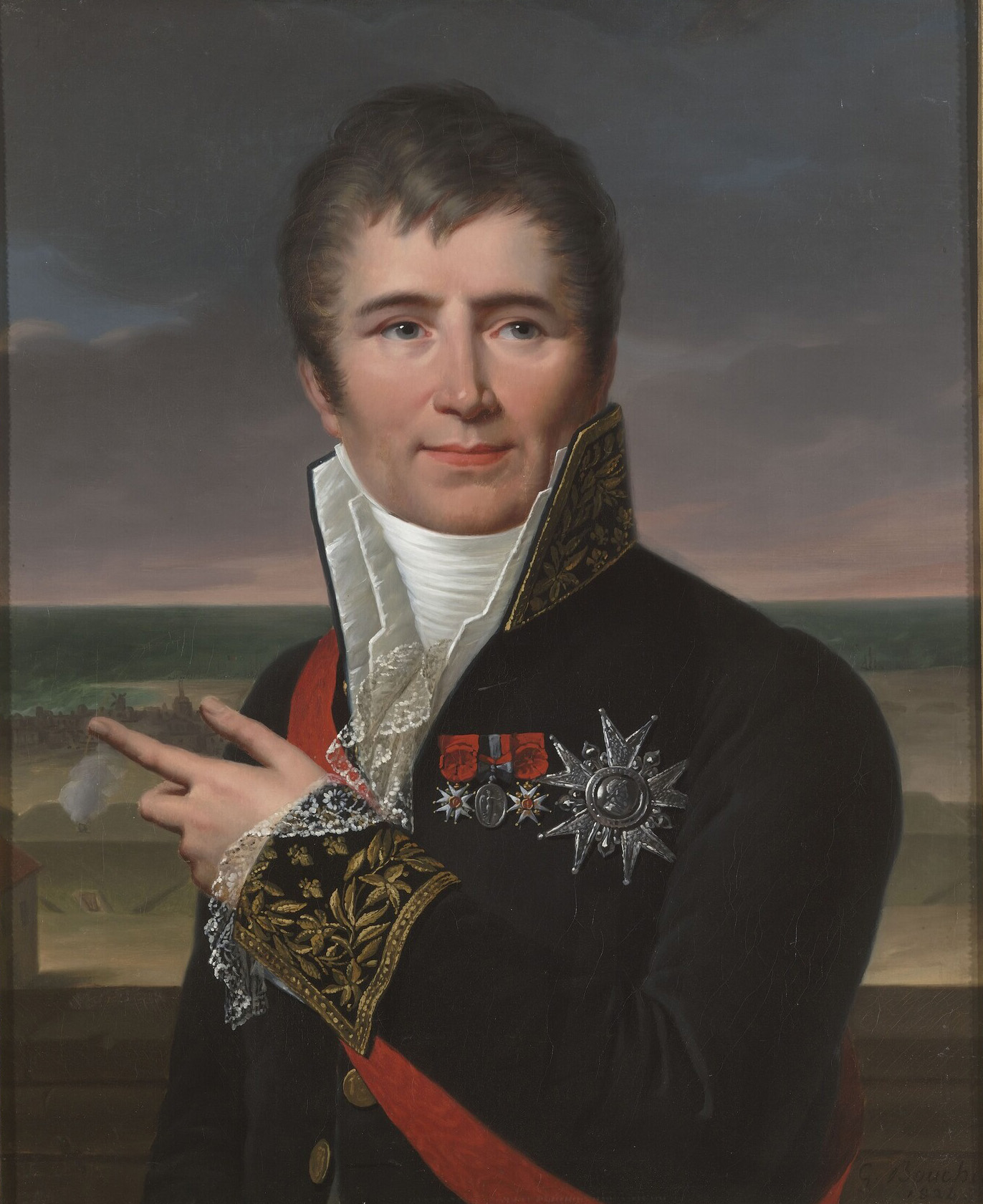
Verhuell, Porträt von Louis-André-Gabriel Bouchet

Carel Hendrik Verhuell (* 11. Februar 1764 in Doetinchem, Geldern; † 25. Oktober 1845 in Paris) war ein niederländisch-französischer Admiral und Diplomat.

## Biographie

### Herkunft und Familie
Graf Carel Hendrik Ver Huell stammte aus einer niederländischen Adelsfamilie protestantischen Glaubens. Sein Vater, Quirijn Maurits Ver Huell, war unter anderem Bürgermeister von Doetinchem, und seine Mutter war Judith Elsabeen Anna, Baronin von Rouwenoort.
Am 23. Februar 1789 heiratete er seine Jugendliebe Maria Johanna de Bruijn, mit der er drei Söhne hatte. Während der Epidemie von 1793 wurde seine Frau mit Pocken infiziert und blieb entstellt. Ver Huell hatte eine außereheliche Beziehung mit Marie-Thérèse Corneillan. Aus dieser Verbindung gingen ein weiterer Sohn und eine Tochter hervor. Gerüchte besagten darüber hinaus, Verhuell hätte eine romantische Beziehung mit Hortense de Beauharnais, der Frau von Louis Bonaparte gehabt und sei somit der Vater von deren Sohn Charles Louis Napoleon Bonaparte, besser bekannt als Napoleon III.
Sein Neffe Quirijn Maurits Rudolph Ver Huell (1787–1860), Sohn seines Bruders Everhard Alexander Ver Huell, war Konteradmiral der Königlich Niederländischen Marine.

### Ausbildung bei der niederländischen Marine
1775 trat Verhuell im Alter von elf Jahren als Kadett in ein niederländisches Infanterieregiment ein, beantragte 1778 den Übertritt in den Seedienst und wurde dort im folgenden Jahr als Gardemarin aufgenommen.
Seine erste Verwendung hatte Verhuell auf der Fregatte Argo. Er war sowohl an dem Zwischenfall am 31. Dezember 1779 beteiligt, als der britische Commodore Charles Fielding einige Handelsschiffe des niederländischen Admirals Lodewijk van Bylandt vor der Isle of Wright als Prisen nahm, als auch an der Schlacht auf der Dogger Bank am 5. August 1781. Während dieser Schlacht  wurde Verhuell verwundet und blieb neben dem Kapitän der einzige überlebende Offizier der Argo. Er erhielt daraufhin die Beförderung zum Oberleutnant, nachdem er bereits Anfang 1781 zum Leutnant befördert worden war.
Anschließend war er an Bord einer Korvette in den Gewässern im Norden Großbritanniens eingesetzt, auf der er wegen der Krankheit des Kapitäns und der anderen Offiziere für den Großteil der Fahrt das Kommando führte.
Von 1782 bis 1785 war er im Mittelmeer und in der Nordsee eingesetzt. Er erhielt die Beförderung zum Korvettenkapitän und diente bis 1789 in der Ostsee, der Nordsee sowie im Mittelmeer als Stellvertretender Kommandant einer Fregatte.

### Während der Französischen Revolution

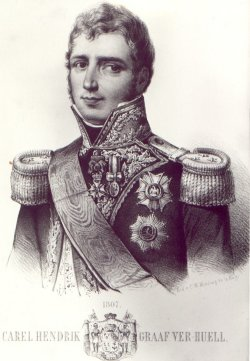
Carel Hendrik Verhuell

Als Fregattenkapitän erhielt Verhuell 1791 sein erstes eigenes Kommando, eine Korvette in den Westindischen Inseln. In der Folge war er erster Adjutant von Admiral Jan Hendrik van Kinsbergen und wurde in den Rang eines Kapitäns erhoben.
Als 1795 der Statthalteramt gestürzt wurde, schied Verhuell wie fast alle Offiziere der Marine aus dem Dienst aus und trat dem Comité tot de zaken van de Oost-Indische handel en bezittingen bei, der Nachfolgeorganisation der Niederländischen Ostindien-Kompanie. Im Jahr XI (1802/03) kehrte er auf Wunsch der batavischen Regierung im Rang eines Konteradmirals zur Marine zurück und wurde nach Paris geschickt, um die Koordinierung der französischen und niederländischen Marinestreitkräfte sicherzustellen.

### Im Dienst des französischen Kaiserreichs
Im Rahmen der Vorbereitung der Invasion Englands 1804 war Verhuell für die Ausrüstung einer Flottille von Invasionsbooten mit flachen Rümpfen in Vlissingen verantwortlich, die Davouts Truppen befördern sollte und begab sich dafür nach Ostende.
Im Laufe des Jahres 1804 brachte er einen Großteil der Flottille von Vlissingen nach Dünkirchen. Während dieser Mission konnte er einen Angriff des Admirals Sir William Sidney Smith auf seine Flottille in der Nähe von Ostende abwehren. Diese Leistung unter den Augen Napoleons selbst brachte ihm die Mitgliedschaft in der Ehrenlegion und die Beförderung zum niederländischen Vizeadmiral ein. Er sollte auch Niederländischer Marineminister werden, lehnte diese Position allerdings ab, solange die Invasionsvorbereitungen liefen. Weiterhin war er von Napoleon zum Kommandeur des rechten Flügels der Marinestreitkräfte für die Invasion ernannt worden. Im Sommer 1805 wurde er erneut mit der Überführung einer Flottille beauftragt und konnte sie trotz eines Angriffs am 18. Juli 1805 vor dem Cap Gris-Nez durch ein größeres und stärkeres britisches Geschwader nach Boulogne-sur-Mer bringen.

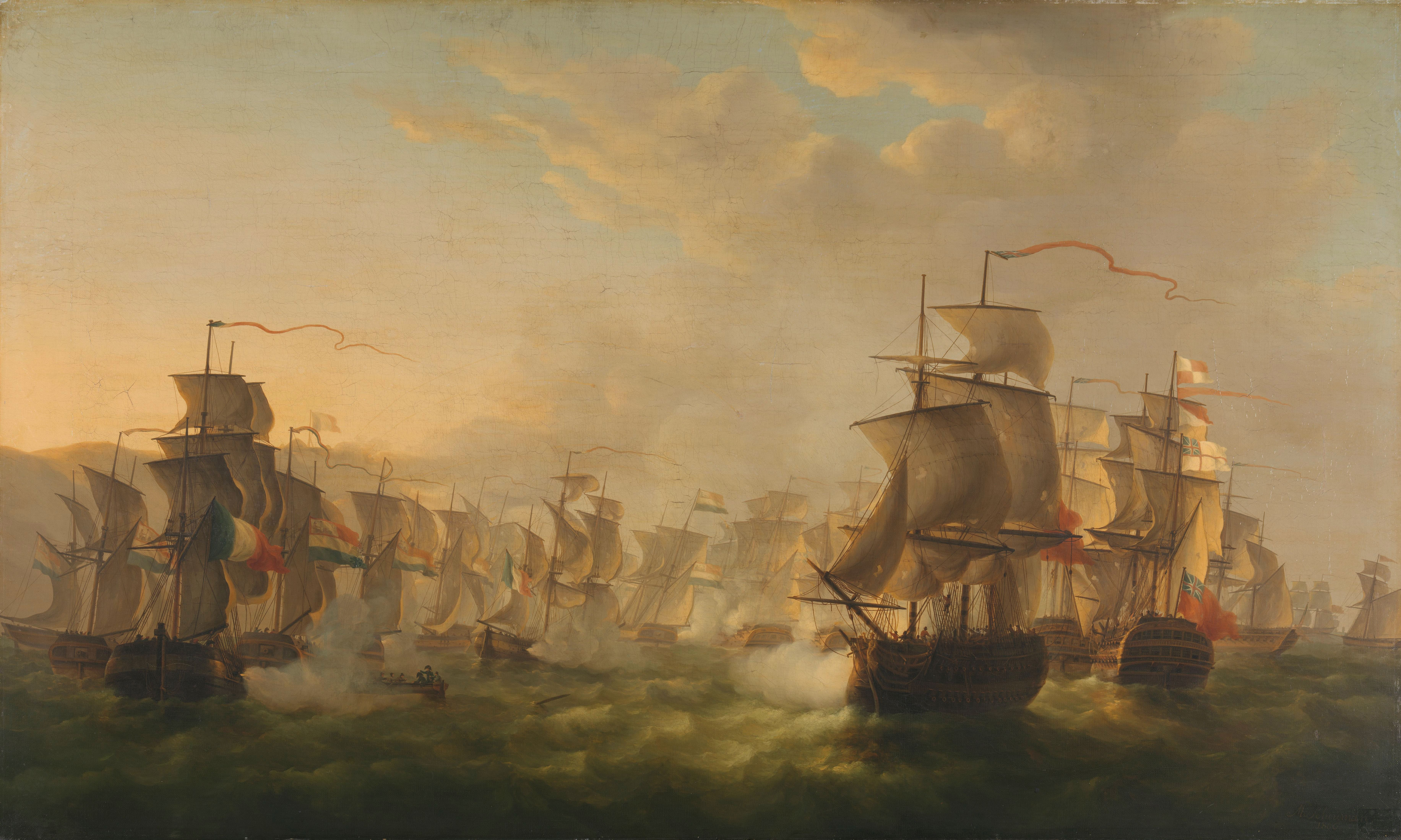
Die Seeschlacht zwischen britischen und holländischen Schiffen nahe Boulougne, 1804. Gemälde von Martinus Schouman, 1806.

Nachdem das Invasionsunternehmen abgesagt wurde, trat Verhuell schließlich das Amt als Marineminister an und behielt dieses auch unter dem neuen Regierungschef Rutger Jan Schimmelpenninck.
Während seiner Aufenthalte in Frankreich war Verhuell jedoch zu einem Vertrauten Napoleons geworden und führte in der Folge mit ihm und Talleyrand geheime Briefwechsel, in dem er Schimmelpennincks Position untergrub. Somit war er an dem von Napoleon gewünschten Übergang zum Königreich Holland beteiligt und leitete die Delegation der niederländischen Regierung, die am 6. Juni 1806 Napoleons Bruder Louis Napoleon die „holländische Königswürde“ antrug. Für diesen Dienst wurde er zum Großoffizier der Ehrenlegion ernannt.

### Im Dienst des Königreichs Holland
Der neue König machte Ver Huil zum Maarschalk van Holland (deutsch: Marschall von Holland) und er setzte auch seine Tätigkeit als Marineminister fort. In der Folge entließ Louis Napoleon Verhuell als Marineminister, weil er der Meinung war, dass dieser mehr im Interesse seines Bruders als für holländische Interessen handelte. Louis ernannte Ver Huell zunächst zum Botschafter in Sankt Petersburg, doch Napoleon verlangte, dass Verhuell zum Botschafter in Frankreich ernannt würde.
Während des Walcheren-Feldzugs von 1809 übernahm Admiral Ver Huell an Bord der Koninklijken Hollander vorübergehend das Kommando über die königlich-niederländische Marine und organisierte die Verteidigung die Küste des Landes, wofür ihn Louis Napoleon zum Grafen von Zevenaar ernannte.
In der Zwischenzeit stand Verhuell jedoch weiterhin im Briefwechsel mit Napoleon und setzte die Politik des Kaisers gewissenhaft um, auch wenn diese nicht im Interesse seines Heimatlandes war, wie etwa beim Kontinentalsystem. Da Louis Napoleon eher dazu neigte, die Interessen seiner Untertanen zu vertreten, geriet er zunehmend in einen Interessenkonflikt mit seinem Bruder. In diesem Konflikt stand Verhuell an der Seite Napoleons und Frankreichs und förderte, wie schon in den letzten Tagen der Batavischen Republik, auch hier maßgeblich den Untergang des Königreichs.
Nach der Annexion der Niederlande durch das französische Kaiserreich im Juli 1810 wurde Verhuell zum Vizeadmiral der kaiserlichen französischen Marine ernannt. Als solcher wurde ihm die Führung der französischen Seestreitkräfte an der norddeutschen Küste und in der Ostsee zwischen Emden und Danzig übertragen. 1811 ernannte ihn Napoleon zum Reichsgrafen (mit einer Gratifikation von 10.000 Franken) und gewährte ihm eine Rente von 15.000 Franken.
1812 wurde er zum Grand Officier de l'Empire ernannt und erhielt das Marinekommando von Den Helder. Er hatte dieses Amt noch inne, als der neue „Souveräne Fürst“, Wilhelm I. der Niederlande, im Dezember 1813 nach dem militärischen Zusammenbruch des französischen Kaiserreiches die Macht übernahm. Verhuell hielt den niederländischen Streitkräften, die ihn in der Festung Den Helder belagerten, stand, bis Napoleon 1814 abdankte. Anschließend reiste er als Verbannter nach Frankreich.

### Während der Restauration
Im Jahr 1814, da eine Anstellung in Williams neuer Regierung unmöglich war, da Verhuell Den Helder verteidigt hatte, erwarb dieser unter dem nun eingesetzten König Ludwig XVIII. von Frankreich die französische Staatsangehörigkeit. Gleichfalls behielt er seinen Rang, seinen Adelstitel und wurde zum Chevalier dans l'ordre de Mérite militaire ernannt. Verhuell wurde als Generalinspekteur mit der Seeverteidigung der französischen Nordküste beauftragt. Während der Herrschaft der Hundert Tage blieb Verhuell allerdings dem Bourbonen-Regime treu. Als Napoleon jedoch nach seiner zweiten Abdankung im Jahr 1815 in die Vereinigten Staaten fliehen wollte, forderte er, dass Verhuell wegen seines Rufs als Blockadebrecher mit dem Unternehmen beauftragt werden sollte. Der Marineminister Denis Decrès lehnte dies jedoch ab, da er kolportierte, das Kommando sie unter Verhuells Würde. Verhuell gab alleringds später an, dass er geehrt gewesen wäre.
Verhuell schied 1816 aus der französischen Marine aus. Am 5. März 1819 wurde er zum Pair de France ernannt und war damit lebenslanges Mitglied der Chambre des Pairs. Im Jahr 1836 fungierte er kurzzeitig als französischer Botschafter in Berlin. Er starb am 25. Oktober 1845.

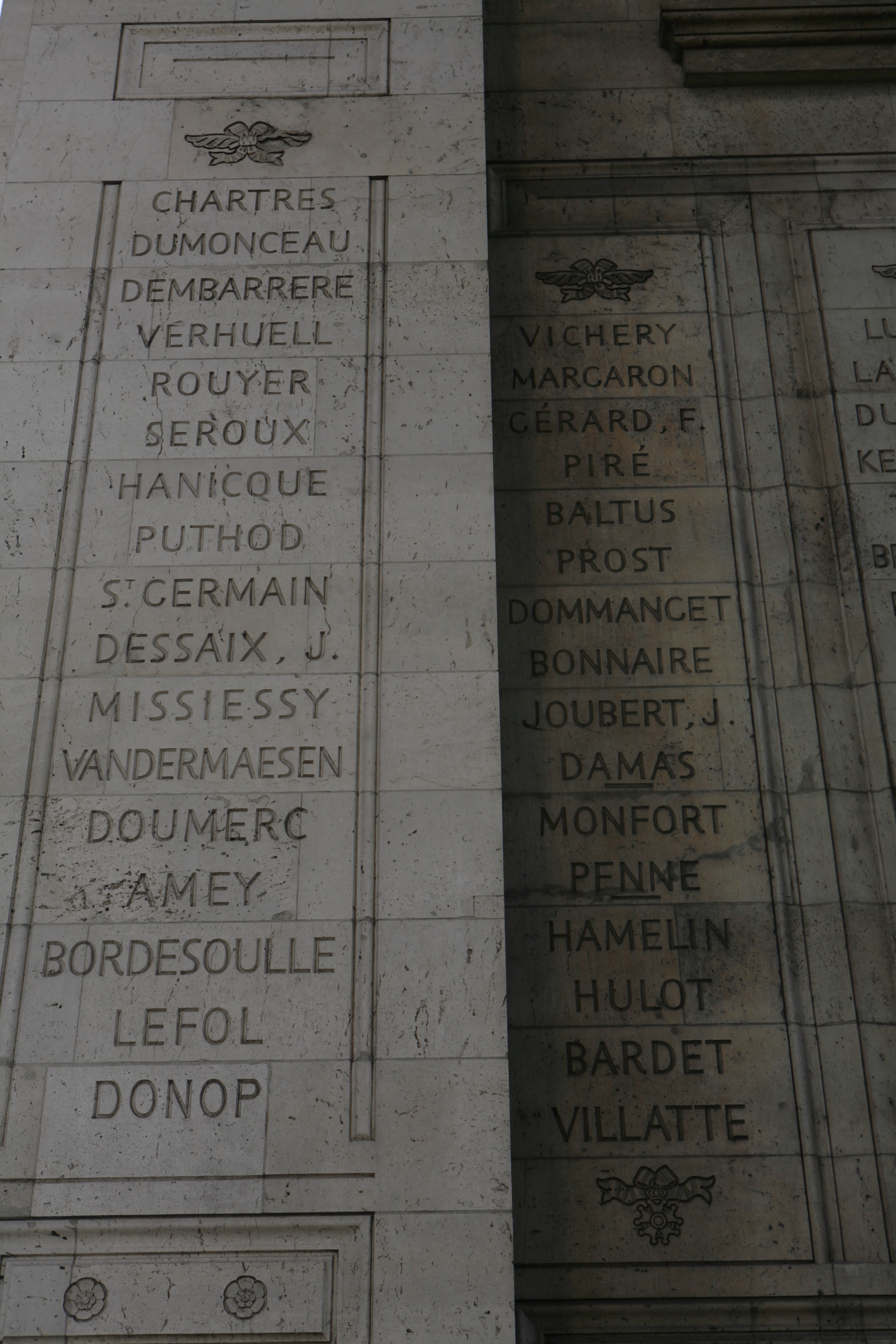
1. Spalte des Arc de Triomphe

Verhuells Name ist im Arc de Triomphe in Paris eingraviert.
Er wurde auf dem Friedhof Père-Lachaise beigesetzt. Der Grabstein trägt die Inschrift: Concession à perpétuité de la famille de Mr. l'Amiral comte Ver Huell Pair de France. Auch sein Bruder Christiaan Anthonie Ver Huell (ebenfalls niederländischer Vizeadmiral) und zwei seiner Söhne sind auf diesem Friedhof begraben.